# Rebilus lugubris
Rebilus lugubris is een spinnensoort uit de familie Trochanteriidae. De soort komt voor in Queensland.